# صينية مكتوبة

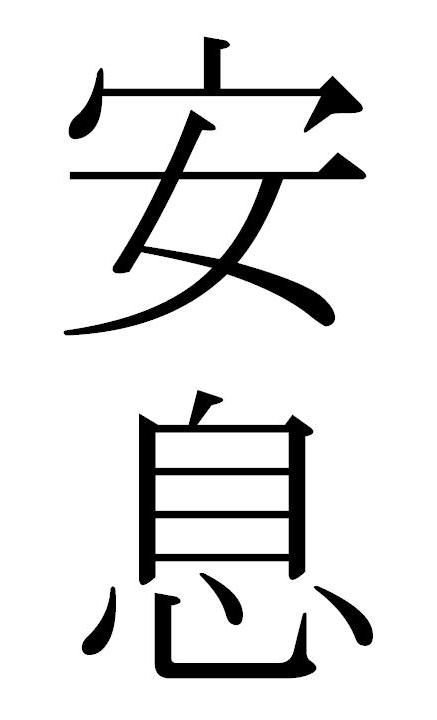
مثال على الحروف الصينية المكتوبة، يمثّل الحرفان الظاهران اسم مقاطعة آنشي الصينية.

اللغة الصينية المكتوبة هي الصورة المكتوبة من الحروف الصينية المستعملة في تمثيل اللغة الصينية المحكيَّة. لا تمثّل الحروف الصينية أبجدية حقيقية ولا نظاماً كتابياً مقطعياً، إنَّما هي رسوم لفظية، بمعنى أن كل حرفٍ في اللغة يمثّل مقطعاً لفظياً كاملاً مستقلاً، فيكون كلُّ حرفٍ ممثلاً لكلمة واحدةٍ فقط أو جزء منها. من هذا المنطلق، لا ترتبط أشكال الحروف الصينية المكتوبة بأي نطقٍ حقيقي، بل هي محض صورٍ ممثلة لكلمات لا بد على متعلّم اللغة من حفظها صورةً صورة (عددها بالآلاف)، وكثيراً ما تكون أشكال هذه الحروف مرتبطة بالمعاني التي تمثلها، كالأجسام الفيزيائية وغيرها.
يتطلَّب إتقان اللغة الصينية المكتوبة حفظَ العديد من الحروف، فالرجل الصيني المثقَّف يحفظ بالمتوسط 4,000 حرف، وأما الياباني فنحو 3,000 حرف. أدى عدد الحروف الصينية الكبير إلى استعمال الأبجدية اللاتينية كعاملٍ مساعد في كتابة الحروف - على الحواسيب الإلكترونية مثلاً - بتمثيل أصوات كلماتها المنطوقة. رغم وجود عدد كبير من اللغات المستعملة في الصين، إلا أنَّه لا يوجد سوى نظام كتابة واحد، ولذلك فإن متحدثي اللغات الصينية المختلفة قادرون على التواصل مع بعضهم بعضاً عن طريق الكتابة. مع ذلك، فإن الصينية المكتوبة مبنية على لغة صينية واحدةٍ هي الصينية المندرينية.
تعود العديد من الحروف الصينية المستعملة حالياً إلى نهاية عهد مملكة شانغ منذ 1,200 إلى 1,050 سنة قبل الميلاد، ويعتقد أن ابتكار الحروف بدأ قبل ذلك حتى. شهدت الحروف الصينية فترةً طويلة من التغير والتطور حتى بدأ توحيدها تحتَ معايير قياسية في عهد مملكة تشنغ (206 - 221م)، وقد نشأت على مرّ السنين فنون متطورة لكتابتها في فن الخطّ الصيني. بل وقد نقلت بعض الحروف الصينية إلى لغات شرق آسيوية أخرى حيث استعملت لفترةٍ من الزمن، مثل اللغة اليابانية والكورية. حديثاً، أقدمت حكومة جمهورية الصين الشعبية على تطوير شكلٍ مبسَّط من الحروف الصينية لجعلها أقلَّ تعقيداً وجعل تعلُّمها أكثر سهولة، ممَّا أدى إلى ظهور الحروف الصينية المبسَّطة. من جهةٍ أخرى، أدت هذه الخطوة إلى اندلاعٍ جدل واسع، ولا زالت المناطق الصينية خارج بر الصين الرئيسي - وهي هونغ كونغ وماكاو وتايوان - تستعمل الحروف الصينية التقليدية.

## الهوامش
1. ↑  Wieger.
2. ↑  Kanji & Kana: A Handbook of the Japanese Writing System, p. 43, Wolfgang Hadamitzky, Tuttle Publishing 1996. نسخة محفوظة 02 ديسمبر 2013 على موقع واي باك مشين.
3. ↑  An Introduction to Modern Japanese: Volume 1, Grammar Lessons, p. 12, Richard John Bowring and Haruko Uryu Laurie, Cambridge University Press 2004 نسخة محفوظة 02 ديسمبر 2013 على موقع واي باك مشين.
4. ↑  William G. Boltz, Early Chinese Writing, World Archaeology, Vol. 17, No. 3, Early Writing Systems. (Feb., 1986), pp. 420–436 (436).
5. ↑  David N. Keightley, "Art, Ancestors, and the Origins of Writing in China", Representations, No. 56, Special Issue: The New Erudition. (Autumn, 1996), pp.68–95 (68).
6. ↑  John DeFrancis: Visible Speech. The Diverse Oneness of Writing Systems: Chinese نسخة محفوظة 04 أغسطس 2017 على موقع واي باك مشين.
7. ↑  Norman, p. 64–65.
8. ↑  Simon Ager (2007). "Japanese (Nihongo)". Omniglot. مؤرشف من الأصل في 2017-12-15. اطلع عليه بتاريخ 2007-09-05.
9. ↑  Ramsey, p. 153.